# اولکساندر خوشچ
اولکساندر خوشچ (اوکراینی: Олександр Петрович Хвощ؛ زادهٔ ۱ اکتبر ۱۹۸۱) کشتی‌گیر اهل اوکراین است.